# T-Pain
Фахид Рашид Наџм (енгл. Faheem Rasheed Najm; 30. септембар 1985), познатији под уметничким именом T-Pain (транскр.  Ти-Пејн), амерички је певач, репер, продуцент и аутор песама. Један је од музичара који је током 2000-их популаризовао аутотјун. Током своје каријере је сарађивао са многим познатим музичарима, и као главни и као гостујући извођач. У тим приликама је снимио хит синглове као што су I'm 'n Luv (wit a Stripper), Buy U a Drank (Shawty Snappin'), Low, All I Do Is Win и Hey Baby (Drop It to the Floor). Добитник је две Награде Греми.

## Дискографија
- Rappa Ternt Sanga (2005)
- Epiphany (2007)
- Thr33 Ringz (2008)
- Revolver (2011)
- Oblivion (2017)
- 1UP (2019)
- On Top of the Covers (2023)